# Jana Nilsson
Jan Jana Nilsson, född 23 september 1959 i Borgs församling i Norrköping, är en svensk politiker (socialdemokrat). Han var i grunden anställd som ombudsman. Han var  kommunstyrelsens vice ordförande samt 2:e vice ordförande (kommunalråd) i Varbergs kommun mellan den 1 januari 2003 till den 31 december 2021.
Jana Nilsson arbetade som ombudsman i 10 år mellan 1993 och 2002 och dessförinnan, mellan 1979 och 1993, arbetade han på Monark i Varberg.  Där började han sedan ganska snart engagera sig fackligt i Metall. År 1985 fick Jana Nilsson sitt första politiska uppdrag när han blev invald i kommunfullmäktige i Varberg.